# Billon

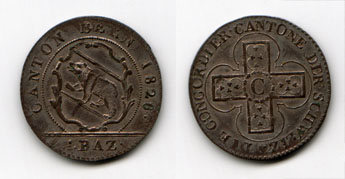
Batzen des Kantons Bern von 1826 aus Billon

Das Billon (von mittellateinisch billio „Zahlgut“) ist eine Legierung aus Kupfer und Silber, deren Silbergehalt weniger als 500/1000 (50 Prozent) beträgt. Eine Billonlegierung kann auch weitere unedle Metalle wie zum Beispiel Zinn oder Zink enthalten. Billon wurde für Kleingeld und Scheidemünzen verwendet. Man erkennt es am gegenüber Silber etwas dunkleren, rötlicheren Aussehen.

## Begriffsgeschichte
Das Wort Billon trat in Frankreich im 13. Jahrhundert erstmals auf und stand für ungemünztes Metall; eine Bedeutung, die im englischen Sprachraum im heute noch gebräuchlichen Wort bullion fortbesteht. Im 15. Jahrhundert ging der Begriff auf wenig Edelmetall enthaltende Metallmassen und Münzen über.

## Geschichte der Billonmünzen
Billonmünzen gibt es seit der Antike. Während die ersten Billonmünzen der Städte der griechischen Insel Lesbos aus dem 6. und frühen 5. Jahrhundert v. Chr. aus einer natürlichen Silber-Kupfer-Legierung bestanden, waren die meisten karthagischen, persischen, ptolemäischen, römischen, byzantinischen, mittelalterlichen und frühneuzeitlichen Billonmünzen ein Resultat von Münzverschlechterungen.
Häufig wurden Billonmünzen vor ihrer Auslieferung aus der Münzstätte in einer Silbernitrat-Weinsteinlösung „weiß gesotten“, wodurch sie mit einer dünnen Feinsilberschicht überzogen wurden und so das Aussehen einer vollwertigen Silbermünze erhielten. Diese wurde allerdings nach kurzer Umlaufzeit abgerieben, so dass ein rötlicher Kupferschimmer übrigblieb. Eine andere Methode, den schlechten Silbergehalt der Münze zu verbergen, war das Beizen mit einer kurzen Nachpolierung, wodurch Kupferanteile aus der Münzoberfläche herausgelöst wurden und dieser einen anfänglich strahlenden Silberschein verlieh.
Münzen aus Billonlegierungen wurden seit dem Ausgang des Mittelalters in Deutschland und anderen Ländern aus inflationären Gründen beziehungsweise aus Gründen der Zusatzgeldbeschaffung vieler Münzherren für die kleineren Nominale ausgeprägt, was anfangs noch verdeckt geschah. Sie bereiteten im 16. und 17. Jahrhundert den Übergang zur Scheidemünze vor und waren das Hauptzahlungsmittel der ärmeren Bevölkerungsschichten. In Inflationszeiten, so etwa in der Kipper- und Wipperzeit um 1620, wurden kleinere, vormalige Kurantmünzen aus Silber durch ständige Münzverschlechterung allmählich zu Billonmünzen, bevor sie dann nur noch aus Kupfer bestanden.
Seit dem 17. Jahrhundert wurden Klein- und viele Scheidemünzen meist in Billon geprägt, so zum Beispiel die preußischen Silbergroschen von 1821 bis 1873, die sächsischen Neugroschen von 1841 bis 1873 oder die Schweizer 5-, 10- und 20-Rappen-Stücke von 1850 bis 1877.
Die Billonmünze darf nicht mit der ähnlich klingenden Bullionmünze, der modernen Wertanlagemünze, verwechselt werden.